# The Very Baddest
The Very Baddest (англ. Наикрутейший) — сборник из 2 CD американской рок-группы ZZ Top, вышедший в 2014 году, получивший «серебряный» статус по сертификации RIAA. Одновременно с этим альбомом выпущен его вариант из одного CD под названием The Baddest

## Об альбоме
На альбоме впервые были скомпилированы песни группы, которые были записаны на трёх фирмах звукозаписи, под чьими лейблами выпускались альбомы группы: London Records (1971—1977), Warner Brothers (1978—1990) и RCA (1994—2003). Примечательно, что в сборник не вошло не одной песни с альбома 2012 года, первого и пока единственного альбома, записанного на American Recordings.
Билли Гиббонс, анонсируя выход альбома, сказал, что «мы рады тому, что материал, изначально выпущенный тремя разными лейблами, теперь будет собран под одной крышей… вроде того как большая, крутая семья воссоединяется на каком-то новом уровне».
Критики уже привычно поставили высокие оценки сборнику. Стивен Эрлевайн поставил альбому 4,5 баллов из пяти. При этом отмечалось также, что желание охватить как можно шире всю дискографию группы привело к тому, что несомненные хиты ZZ Top соседствуют с более слабыми песнями, которых было достаточно за тридцать лет истории группы.

## Список композиций на альбоме The Very Baddest

### CD 1
| №   | Название                                                                  | Длительность |
| --- | ------------------------------------------------------------------------- | ------------ |
| 1.  | «Gimme All Your Lovin» (сингл-версия)                                     |              |
| 2.  | «Sharp Dressed Man» (сингл-версия)                                        |              |
| 3.  | «La Grange» (с альбома Tres Hombres)                                      |              |
| 4.  | «Tush» (с альбома Fandango!)                                              |              |
| 5.  | «(Somebody Else Been) Shaking Your Tree» (с альбома ZZ Top's First Album) |              |
| 6.  | «Francine» (с альбома Rio Grande Mud)                                     |              |
| 7.  | «Beer Drinkers & Hell Raisers» (с альбома Tres Hombres)                   |              |
| 8.  | «It’s Only Love» (с альбома Tejas)                                        |              |
| 9.  | «Arrested For Driving While Blind» (с альбома Tejas)                      |              |
| 10. | «I Thank You» (сингл-версия)                                              |              |
| 11. | «Cheap Sunglasses» (сингл-версия)                                         |              |
| 12. | «Tube Snake Boogie» (с альбома El Loco)                                   |              |
| 13. | «Pearl Necklace» (с альбома El Loco)                                      |              |
| 14. | «Just Got Paid» (с альбома Rio Grande Mud)                                |              |
| 15. | «Waitin’ For The Bus» (с альбома Tres Hombres)                            |              |
| 16. | «Jesus Just Left Chicago» (с альбома Tres Hombres)                        |              |
| 17. | «Heard It On The X» (с альбома Fandango!)                                 |              |
| 18. | «I’m Bad, I’m Nationwide» (с альбома Degüello)                            |              |
| 19. | «Dust My Broom» (с альбома Degüello)                                      |              |
| 20. | «Velcro Fly» (сингл-версия)                                               |              |
| 21. | «Party On The Patio» (с альбома Eliminator)                               |              |

### CD 2
| №   | Название                                                     | Длительность |
| --- | ------------------------------------------------------------ | ------------ |
| 1.  | «Viva Las Vegas» (сингл-версия)                              |              |
| 2.  | «Pincushion» (с альбома Antenna)                             |              |
| 3.  | «Legs» (сингл-версия)                                        |              |
| 4.  | «Got Me Under Pressure» (с альбома Eliminator)               |              |
| 5.  | «Sleeping Bag» (с альбома Afterburner)                       |              |
| 6.  | «Rough Boy» (сингл-версия)                                   |              |
| 7.  | «Doubleback» (с альбома Recycler)                            |              |
| 8.  | «My Head’s In Mississippi» (с альбома Recycler)              |              |
| 9.  | «Give It Up» (с альбома Recycler)                            |              |
| 10. | «Just Got Back From Baby’s» (с альбома ZZ Top's First Album) |              |
| 11. | «Blue Jean Blues» (с альбома Fandango!)                      |              |
| 12. | «She’s Just Killing Me» (с альбома Rhythmeen)                |              |
| 13. | «What’s Up With That?» (с альбома Rhythmeen)                 |              |
| 14. | «Rhythmeen» (с альбома Rhythmeen)                            |              |
| 15. | «Loaded» (с альбома Rhythmeen)                               |              |
| 16. | «Fearless Boogie» (с альбома XXX)                            |              |
| 17. | «Mescalero» (с альбома Mescalero)                            |              |
| 18. | «Que Lastima» (с альбома Mescalero)                          |              |
| 19. | «As Time Goes By» (с альбома Mescalero)                      |              |

## Список композиций на альбоме The Baddest

### CD 1
| №   | Название                                           | Длительность |
| --- | -------------------------------------------------- | ------------ |
| 1.  | «Gimme All Your Lovin» (сингл-версия)              |              |
| 2.  | «Sharp Dressed Man» (сингл-версия)                 |              |
| 3.  | «La Grange» (с альбома Tres Hombres)               |              |
| 4.  | «Tush» (с альбома Fandango!)                       |              |
| 5.  | «Doubleback» (с альбома Recycler)                  |              |
| 6.  | «I Thank You» (с альбома Degüello)                 |              |
| 7.  | «Cheap Sunglasses» (с альбома Degüello)            |              |
| 8.  | «Legs» (сингл-версия)                              |              |
| 9.  | «Tube Snake Boogie» (с альбома El Loco)            |              |
| 10. | «Waitin’ For The Bus» (с альбома Tres Hombres)     |              |
| 11. | «Jesus Just Left Chicago» (с альбома Tres Hombres) |              |
| 12. | «I’m Bad, I’m Nationwide» (с альбома Degüello)     |              |
| 13. | «Pincushion» (с альбома Antenna)                   |              |
| 14. | «Got Me Under Pressure» (с альбома Eliminator)     |              |
| 15. | «Rough Boy» (сингл-версия)                         |              |
| 16. | «Velcro Fly» (сингл-версия)                        |              |
| 17. | «Rhythmeen» (с альбома Rhythmeen)                  |              |
| 18. | «What’s Up With That?» (с альбома Rhythmeen)       |              |
| 19. | «Mescalero» (с альбома Mescalero)                  |              |
| 20. | «Viva Las Vegas» (сингл-версия)                    |              |

## Состав
- Билли Гиббонс — вокал, гитара
- Дасти Хилл — бас-гитара
- Фрэнк Бирд — ударные